# نام بابل
نام شهر بابل از نام رودخانهٔ باول یا بابل گرفته شده است. حتی در روزگارانی که نام این شهر بارفروش بود، رودخانه با نام‌های باول و بابل در میان مردم شهرت داشته است. این رود از غرب شهر می‌گذرد. در روستاهای این شهرستان از قدیم نام‌های بابلکان و بابل کنار نیز وجود داشته است.
نام رودخانهٔ باول ریشه در کلمات بیل، بیلک، بلوک دارد، که معنی آن نهرک و نهر است که مجموعهٔ این‌ها را بلوک می‌گویند.
روستاهایی در کنار رودها وجود دارد که اسامی برخی از آن‌ها با شرایط طبیعی منطقه هماهنگی دارد، مانند بابل کنار، یا باول کنار، پیت رودپی، بیل پی.
در کتاب آب یابی و آب رسانی از کمیته علمی مرکز تحقیقات ساختمان و مسکن (با) را (آب) معنی کرده است و نویسندهٔ آن عقیده دارد که:
آب را (با) هم می‌گفتند، مانند جوبا، شوربا، باریز در کرمان، (باریدن:رتین، ریختن، جسم آبکی را سرازیر کردن)، باران یعنی آب (با) و پایین (ران)، باران=آبی که پایین می‌آید. بابل = به معنی آب فراوان.
در کتاب پژوهشی در زمینهٔ نام‌های باستانی مازندران آمده است:
بابل، از دو جز «با» و «بل» تشکیل شده است. جز اول «با» به معنی، هر چیز مایع علی العام و هر جیز آبکی، و روان و مجازاَ آب که مظهر کامل مایع روان است.
جزء دوم «بل» به معنی زیاد – بسیار– فراوان که مجموع دو جز ناظر به رود یا جایی خواهد بود که آب فراوان دارد. نتیجه اینکه این نام مربوط به رود است، و طی قرن‌های بعد، از نظر تلفظ تغییراتی می‌پذیرد.
با توجه به معنی مامطیر و بابل می‌توان نتیجه گرفت که این نام‌ها به یک معنا می‌باشند و هر دو نام با توجه به وضعیت اقلیمی و وجود رودهای پرآب و بارندگی و باران و آب فراوان در منطقه به آن داده شده است؛ یعنی جهیی که باران می‌بارد، بارنده، و جایی که آب فراوان دارد، و این نمی‌تواند دور از یقین باشد.

## نام‌های پیشین
نام این شهر در روزگاران کهن مه میترا بوده است. در زبان‌های هند و اروپایی قدیم کلمه دیو به معنای خدا می‌باشد. مازندرانی‌ها در زمان گسترش آیین زرتشتی از پذیرش این آیین سر باز می‌زدند. در بخش‌هایی از مازندران مردم پیرو آیین «دیو یسنا» بودند و در برابر آیین جدید مقاومت می‌کردند. به همین خاطر مورد خشم و غضب زرتشت واقع شده و او خدا (دیو) و پیروان این آیین را شرور و بدکنش معرفی می‌کند.
بعدها نیز دیو به موجودی هیولایی و پلید گفته شد. در فرهنگ عمید یکی از معانی دیو یعنی مردان قوی هیکل و دلاور. در بخش‌های دیگر گیلان و مازندران مردم پیرو آیین مهرپرستی (میترائیسم) بودند. بزرگ‌ترین آتشکده مهر در شهر بابُل قرار داشت و به همین خاطر این شهر باستانی تا چند قرن پیش «ما میتر» و به گویش بومی‌ها «مه میترا» یعنی جایگاه میترای بزرگ نامیده می‌شد. اعراب آن را مامطیر می‌نامیدند. مقاومت و شکست ناپذیری مردم شمال باعث شد که اقوام دیگر برای دلداری خویشتن و توجیه شکست خود، آنان به ویژه مازندرانی‌ها را به صورت دیو تصور کنند. جالب اینکه همین دیوها یعنی مازندرانی‌ها به روایت حماسه سرای بزرگ فردوسی قبل از هر قوم دیگری در ایران خواندن و نوشتن و خانه و شهرسازی را می‌دانستند و به دیگران می‌آموختند.
بعد از حمله اعراب به ایران و تسخیر مازندران، نام مه‌میترا به مامطیر تغییر یافته است. ابن فقیه، ابوالفداء، مقدسی و نویسنده کتاب حدودالعالم از این شهر به نام‌های ممطیر و مامطیر یاد کرده‌اند. ابن اسفندیار در کتاب تاریخ طبرستان، دربارهٔ نامگذاری این شهر به مامطیر می‌نویسد: «چون امام حسن ابن علی (ع) در زمان خلافت عمر به مامطیر رسید و مالک اشتر نخعی و سپاه عرب با او بودند آن موضع که مامطیر است به چشم امام حسن ابن علی (ع) دلگشای و نزه آمد، آبگیرها و مرغان و شکوفه‌ها و ارتفاع بقعه و نزدیک به ساحل دریا دید گفت: بقعه طیبه ماء و طیر، از آن تاریخ مختصر عمارتی پدید آمد تا به عهد محمدابن خالد که والی ولایت بود، بازار فرو نهاد و بیشتر عمارت فرمود در سنه ستین و مایه مازیار بن قارن مسجد جامع بنیاد نهاد و شهر گردانید.»
ولی اولیاءاله آملی می‌آورد: در عهد خلافت اصحاب از قبل خلفای راشدین، هیچ‌کس، تخصیص به تبرستان نیامد و آنچه در تاریخ تبرستان مسطور است که در ایام خلافت عمربن الخطاب امام ابومحمدالحسن علی (ع)، و عبداله ابن عمر، و مالک بن حارث الاشتر و قسیم بن العباس به تبرستان آمده‌اند به حقیقت اصلی ندارد. در این باره اختلاف نظر زیادی وجود دارد. از جمله آنکه عده‌ای فتح طبرستان را در زمان عثمان می‌دانند نه به عهد خلافت عمر؛ و عده‌ای از مورخین نیز حضور امام حسن را در فتح طبرستان صریحاً نفی کرده‌اند و عده‌ای دیگر به حضور آن حضرت در فتح طبرستان اشاره‌ای نمی‌کنند. اما براساس مدارک به دست آمده نام مامطیر در یک واقعه تاریخی مربوط به سال (۲۵۰ ه‍.ق) هنگام قیام حسن بن زید علوی (داعی کبیر) ضد حکمران عرب طبرستان آمده است.

بعضی از متاخران از دو کلمه (ممطیر) و (مه میترا) چنین نتیجه گرفته‌اند که: شهر بابل امروزی شهری بود پاک و مقدس، در نزدیکی‌های دریا و برای جای داشتن (میترای بزرگ) یا (آتشکدهٔ میتر)، بومیان آن را (مه‌میترا) یا جایگاه میترای بزرگ می‌نامیدند. از سال (۲۵۰ ه‍.ق) به بعد نام مامطیر در اغلب حوادث طبرستان عنوان می‌شود که در قرن پنجم و ششم، مامطیر رو به وسعت و آبادانی می‌رود بطوریکه در اوایل قرن هفتم به روایت یاقوت حموی از نقاط معتبر طبرستان به‌شمار می‌آید. 

تا میانه سده هشتم هجری، این شهر را به نام مامطیر می‌خواندند تا آن که کیاییان جلالی آخرین شاه باوندیان - حسن - را شکست دادند و در همان سال سادات مرعشی به سرپرستی میربزرگ از آمل قیام کردند و کیاییان جلالی را شکست دادند و مامطیر را گشودند. سید قوام‌الدین مرعشی وارد مامطیر شد و رفت‌وآمد دراویش مرعشی باعث رواج کسب و کار در مامطیر شد و نام شهر به بارفروش تغییر یافت.
مرعشیان تا سال ۱۰۰۶ هجری قمری در مازندران حکومت کردند. در این سال شاه عباس آنان را برکنار ساخت و این منطقه را تابع حکومت مرکزی کرد در این دوران به نظر برخی تاریخ نویسان نام بارفروش تثبیت شد. البته برخی معتقدند که این تثبیت نام در اواخر زندیه و اوایل قاجار اتفاق افتاد.

## تغییر نام بابل
در سال ۱۳۱۰ش که نقشه‌کشی از شهر بابل آغاز می‌شود، به دستور پهلوی اول (رضا پهلوی) نام این شهر از بارفروش به بابل تغییر داده می‌شود. بابل در روز اول آذر ۱۳۱۰ش به این نام تغییر یافت.
در کتاب‌های مختلف، در مورد تاریخ تغییر نام شهر بارفروش به بابل، سال‌های ۱۳۰۶، ۱۳۰۷، ۱۳۰۹، ۱۳۱۱، ۱۳۱۲، ۱۳۱۴، ۱۳۱۶ مشاهده شده است، و تاریخ دقیق و صحیح آن ۱۳۱۰ ش است.
نگارنده مدارکی دارد که تا سال ۱۳۰۹ ش و حتی نیمی از سال ۱۳۱۰ ش نیز در نامه‌ها و مکاتبات اداری و در روزنامهٔ اطلاعات در سال‌های ذکر شده از کلمه بارفروش استفاده می‌شده است؛ ولی در نیمه دوم سال ۱۳۱۰ ش در مکاتبات اداری دیگر نامی از بار فروش دیده نمی‌شود، و بابل جایگزین آن شده است. از طرفی، روزنامهٔ اطلاعات نیز تا قبل از آذر ماه ۱۳۱۰ ش از نام بار فروش استفاده می‌کرده است، که از تاریخ اول آذر ماه رسماَ نام بابل را ذکر می‌کند، و نام بار فروش را در داخل کمانه به عنئان نام سابق بابل بیان می‌کند.
اردشیر برزگ در تاریخ طبرستان نوشته است:
از سال ۱۳۱۰ خورشیدی به فرمان رضاخان(۱۳۰۴ تا ۱۳۲۰خورشیدی) به مناسبت ورود بزرگ باول پیشین، بابل امروزه که از کنار جنوب و باخترش می‌گذرد، به شهر بابل نامبردار گردید.
اسمعیل مهجوری نیز در تاریخ مازندران معتقد است:
بابل نام نوینی است که به فرمان پهلوی اول در سال ۱۳۱۰ خورشیدی به تناسب رود باول که از دوکیلومتری آن می‌گذرد، و به مناسبت دو دهکده اطراف آن بابل کنار و بالکان به آن داده شده است.
در سال ۱۳۱۰ ش به فرمان رضاخان نقشه‌کشی از شهر بابل آغاز می‌شود و دریاچهٔ شهر که باتلاق شده بود، با صرف ده هزار تومان هزینه خشک شده، و آن جزیره نیز هموار گردید.
اکنون قسمت شرقی دریاچه قدیم، ورزشگاه فوتبال شهدای هفتم تیر و زمین‌های ورزشی و واحدهای مسکونی به نام محله بحر ارم یا دزدکچال شرقی، و در قسمت غربی آن پارک شهید شکری و واحدهای مسکونی به نام محلهٔ بحر ارم یا دزد کچال غربی بنا شده‌اند این دو محله به علت قرار گرفتن در عمق ۴ متری از سطح زمین و به خاطر کوچک بودن منازل و ارزان بودن آن از محله‌های‌پر جمعیت، و مهاجرپذیر شهر بابل می‌باشند. به ویژه بحر ارم شرقی که پرجمعیت‌ترین محلهٔ این شهر است.
پس از نقشه‌کشی، خیابان‌های جدید ساختمان‌های نوساز در دو خیابان اصلی شهر احداث شد. بازار قدیمی تخریب گردید و تا سال ۱۳۱۲ ش خیابان بازار فعلی ایجاد گردید.
بازار قدیمی سر پوشیده بود، که از چهار راه شهدا با دو دهنه گذر کوتاه که برای جلوگیری از اسب و مال ایجاد کرده بودند، آغاز می‌شد، و تا چهار سوق ادامه داشته است. داخل این بازار، در طرفین آن به فاصله حدود یک و نیم تا ۲ متر، مغازه‌هایی با در و پنجره‌های ارسی قرار داشت، و بسیار تاریک و باریک بوده است.
در اشعار پارسی
مهدی اخوان ثالث
 ناز پرستو: 
| خیز و بیا، ناز پرستو بیا |  | ناز پرستوی سخن‌گو بیا |

| خیز و بیا توری‌ام و توری‌ام |  | باغ بهشتم، پریم، حوری‌ام |

| خیز و بیا قمری باغم بیا |  | خیز و بیا چشم و چراغم بیا |

| ما همه شمع و همه پروانه‌ایم |  | یکه‌رو و تک‌چر و تنها نه‌ایم |

| هست در این قافله پرشکوه |  | از همه رنگ و همه دین و گروه |

| هست در این نادر باغ بهشت |  | از گل نادر زپی باغ و کشت |

| کارگر بیشه مازندران |  | پیشه‌ور با هنر اصفهان |

| دختر شیراز پر از شعر و قال |  | آینه روی کمال و جمال |

| وان پسر بابلی شرم‌رو |  | چون همه بابلیان گرم‌خو |

| آنکه بود اهل خراسان زمین |  | روشنی دیده ایران زمین |

| خیر و بیا، جان پرستو بیا |  | جان پرستوی سخن‌گو بیا |

| خیز و بیا، دست به دست افکنیم |  | در صف بدخواه شکست افکنیم |

| نسل جوان باز قد افراشته |  | هرطرفی طرف گلی کاشته |

| همسفر نسل جوان همچنان |  | می‌رود از شهر بسی کاروان |

| سوی دماوند کهن‌سال‌ها |  | درهٔ میگون هم توچال‌ها |

| سوی چمن‌ها، دره‌ها، لاله‌ها |  | چلچله‌ها، گل‌ها، پروانه‌ها |

| خیز و بیا، جان پرستو بیا |  | جان پرستوی سخن‌گو بیا |

ملک الشعرای بهار
 سپیدرود: 
| بنگر یکی به منظر چالوس کز جمال |  | صد ره به زیب وزینت مازندران فزود |

| زان جایگه به بابل و شاهی گذاره کن |  | پس با ترن به ساری و گرگان گرای زود |

 تجدید مطلع (در توصیف مازندران):
| خوشست اکنون اگر جویی به آبسکون گذار اندر |  | سوی مازندران تی و برگیری قرار اندر |

| گهی بر ساحل دریا بخوید و مرغزار اندر |  | گهی بر طرف بابل رود با بوس و کنار اندر |

| گهی غلطیده درگردونه‌های برق‌سار اندر |  | گهی بنشسته بر تازی کمیت راهوار اندر |

| خوشا مازندران ویژه پاییز و بهار اندر |  | به خاصه طرف آبسکون بدان دریاکنار اندر |

 تاریخ بنای دبیرستان پهلوی بابل:
| دیگران در جهل کوشیدند و شه کوشد به علم |  | زان که داند که ارتقای کشور از استاد شد |

| نی به بابل بلکه در هر نقطهٔ کشور ز علم |  | ریخته بنیادها زین شهریار راد شد |

| بر مراد شاه، فارغ چون که دستور علوم |  | زبن دبیرستان. خوش‌بنیاد محکم لاد شد |

| کلک مشکین بهار از بهر تاریخش نوشت |  | این دبیرستان به یمن پهلوی بنیاد شد |

 غایله گیلان: 
| این وزیران معظم وین گرامی خواجگان |  | عاقلند اما تو ای دستور اعظم اعقلی |

| کید بدخواهان نگیرد در تو آری چون کند |  | با فر سیروس کید جادوان بابلی |